# Wii Menu
Wii Menu — графический интерфейс для консоли Wii, разработанный компанией Nintendo как часть системного программного обеспечения Wii System Sortware. Он состоит из четырех страниц, которые отображают приложения, известные как «каналы», в количестве 12 штук на каждой. Все каналы настраиваемы: пользователь может разместить каналы в произвольном порядке (за исключением Disc Channel). Перейдя в канал, пользователь может запустить его, выйти назад в меню или при помощи иконок в виде стрелок перемещаться между каналами. Внизу находится панель инструментов, при помощи которой можно перейти в настройки и системное хранилище консоли или в Wii Message Board. Также она отображает текущее время и дату.
Список каналов
Каналы, которые предустановлены в системе:
- Disc Channel
- Mii Channel
- Photo Channel
- Shop Channel
- News Channel
- Forecast Channel

Каналы, которые можно установить через Wii Shop Channel:
- Internet Channel
- Everybody Votes Channel
- Mii Сontest Channel/Check Mii Out Channel
- Nintendo Channel
- Today and Tomorrow Channel
- Wii Speak Channel
- YouTube Channel
- Netflix Channel
- Wii U Transfer Tool Channel

Все игры, установленные из Shop Channel, имеют свои собственные каналы в меню.

## Канал Nintendo
Nintendo channel — канал, позволяющий просматривать игровые новости, краткие описания игр и скачивать игры на Nintendo DS. На данный момент закрыт.

## Disc Channel
Disc Channel — канал, который позволяет запускать игры с дисков Wii Optical Disc и GameCube Optical Disc. Если в консоль вставлен Wii Optical Disc, то в окошке канала будет отображаться название игры и соответствующее ей изображение. Если же вставлен GameCube Optical Disc, появляется логотип консоли GameCube, но информация о диске не отображается. В отличие от всех остальных каналов, в меню переместить нельзя.

## Mii Channel
Mii Channel — канал, который позволяет создавать Mii, использующиеся в дальнейшем при передаче сообщений, а также в некоторых играх.

## Photo Channel
Photo Channel — канал, который позволяет просматривать фотографии, видео или музыку с карт памяти формата SD или из сервиса Wii Message Board. Существует возможность редактировать фотографии и накладывать на них надписи и простые эффекты. Существовала возможность и пересылать фотографии через интернет при помощи сервиса WiiConnect24, до того времени, когда он закрылся.
Требования к файлам:
- Фотографии в формате JPEG, с разрешением не более 8192х8192
- Видео в формате MOV или AVI, с разрешением не более 640х480
- Музыка формата MP3 или AAC

## Shop Channel
Shop Channel — канал, который является интернет-магазином для Wii. Он позволяет покупать игры и загружать новое программное обеспечение для системы. Также через него можно установить другие каналы.

### Региональное разделение
Список игр, доступных для скачивания, различается в разных регионах. Одни и те же игры в магазинах Европы, Северной Америки, Японии и Австралии могут отличаться друг от друга ценой, языком интерфейса, частотой развертки и/или кодом региона.

### Ограничения
Каждая игра может быть загружена пользователем только на свою систему и не может быть воспроизведена на другой без модификаций аппаратной части. Стоимость каждой игры определяется индивидуально её издателем для каждого региона. Оплата производится внутренней валютой — Wii Points. Одна игра имеет стоимость в количестве от 500 до 1500 единиц.

### Virtual Console
Shop Channel предостовляет доступ к сервису Virtual Console. Каждая загруженная из сервиса игра, как и другие, создаёт свой канал.

## Доска объявлений Wii
Доска объявлений Wii (англ. Message Board Channel) позволяет пользователям оставлять сообщения и изображения для других членов семьи. Сообщения могут быть привязаны к дням календаря, подобно ежедневнику. С помощью WiiConnect24 возможно послать сообщения с прикрепленными изображениями и Mii другим владельцам Wii по всему миру.
Также пользователи имеют возможность отправлять изображения и текстовые сообщения на игровую приставку с помощью электронной почты и посылать и получать текстовые сообщения с мобильных телефонов. Каждая wii имеет свой адрес электронной почты («WiiMail») в формате — w<номер Wii>@wii.com.Перед началом обмена сообщениями необходимо добавить контакт в записную книгу, однако, добавленный человек не получит никакого автоматического оповещения.
Также канал используется для рассылки пользователям новостей и уведомлений от Nintendo о новых играх и обновлениях, и записи личных рекордов игроков в играх (на данный момент эта возможность используется только в играх Wii Sports и Wii Play).
При использовании каналов автоматически создается сообщение с указанием посещенных каналов и затраченного на каждый из них времени в течение суток. Эти сообщения не могут быть удалены без полного сброса настроек и очистки памяти игровой приставки.

## News Channel
News Channel — канал, который позволял показывать новости всего мира. Закрылся 28 июня 2013 года вместе с сервисом WiiConnect24.

## Forecast Channel
Forecast Channel — канал, который позволял показывать погоду в регионе, указанного в настройках системы. В России их два: Москва и Санкт-Петербург. Закрылся 28 июня 2013 года вместе с сервисом WiiConnect24.

## Internet Channel
Internet Channel — канал, который позволяет выходить в интернет и базирующийся на браузере Opera версии 9.3. Он имеет схожий интерфейс и принципы работы, как и версия для компьютера. В его основе та же технология Medium Screen Rendering. Важнейшей особенностью можно назвать систему навигации — использование вкладок.

## Голосуют все
Канал «Все голосуют» (англ. Everybody Votes Channel) заработал в Европе 15 февраля 2007 года.
Круглосуточный канал голосований, устанавливается на приставку через Wii магазин. В голосовании могут принять участие до шести Mii. Кроме собственно голосований можно попытаться угадать, как проголосует большинство.

## Mii Соревнование
Канал «Mii Соревнование» (англ. Mii Сontest Channel) позволяет пользователям выставлять на конкурс Mii, созданные на заданную тематику. Лучшие Mii определяются путём голосования после окончания приема работ. С 12 ноября 2007 года канал можно скачать бесплатно с Wii магазина.